# Diaphania praxialis
Diaphania praxialis is een vlinder uit de familie van de grasmotten (Crambidae), uit de onderfamilie van de Spilomelinae. De wetenschappelijke naam van deze soort is voor het eerst voorgesteld als Eudioptis praxialis door Herbert Druce in een publicatie uit 1895.

## Verspreiding
Deze soort komt voor in Costa Rica, Panama, Colombia, Venezuela en Peru.